# François-André Isambert

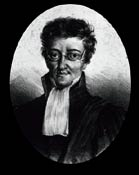
François-André Isambert

François-André Isambert (* 30. November 1792 in Aunay-sous-Auneau im Département Eure-et-Loir; † 13. April 1857 in Paris) war ein französischer Jurist und Politiker.
Isambert widmete sich dem Studium der Rechte und wurde Deputierter der Kolonien, 1818 auch Advokat am Kassationshof in Paris. Als Deputierter tat er sich besonders durch seine Bemühungen für eine Verbesserung der legislativen, der administrativen Lage und der Sklavenbefreiung innerhalb der Kolonien sowie durch seine Angriffe auf die katholische Kirche hervor. Gegen die „Juliordonnanzen“ vom 26. Juli 1830 protestierte er im Namen des Advokatenstandes. Später begab er sich als einer der ersten auf das Stadthaus, wo er von der zusammengetretenen provisorischen Regierung zum Direktor des Bulletin des lois ernannt ward. Am 27. August zum Rat am Kassationshof ernannt, redigierte er die von den 221 durchgesehene Charte und trat im Oktober 1830 zunächst als Vertreter von Chartres in die Deputiertenkammer, später als Deputierte von Luçon, wo er für das Ministerium Laffitte stimmte, aber unter dem Ministerium Périer zur Opposition übertrat.
Nach der Februarrevolution 1848 vom Département Eure-et-Loir in die Französische Nationalversammlung gewählt, rechnete er sich in der Konstituante zum rechten Parteispektrum. Bei den Wahlen für die Legislative wurde er jedoch nicht wieder gewählt. 1854 trat er zum Protestantismus über.
Er selbst galt als entschiedener Gegner der Jesuiten und setzte sich seit den 1830er Jahren als bekennender Abolitionist und Mitbegründer der Société pour l’abolition de l’esclavage für die Befreiung der Sklaven in den westindischen Kolonien Frankreichs ein.
Isambert war auch der Gründer und längere Zeit Mitarbeiter der Gazette des Tribunaux und nahm aktiven Anteil an der von Wolowski gestifteten Revue de législation et de jurisprudence.
Er starb am 13. April 1857 in Paris. Sein Sohn Emile Isambert (1827–1876) widmete sich dem ärztlichen Beruf und trat als Autor von fachmedizinischen Werken hervor, die sich in erster Linie mit Tropenkrankheiten (z. B.: Parallele des maladies générales et des maladies locales, Paris 1866) beschäftigten.

## Werke
- Recueil complet des lois et ordonnances à compter du 1 avril 1814 (Par. 1820–30, 17 Bde.), mit vollständigem Kommentar
- Recueil général des anciennes lois françaises depuis l’an 420 jusqu’à la révolution de 1789 (das. 1821–33, 29 Bde.), eine Sammlung, die er mit Jourdan, Decrusy, Armet und Taillandier herausgab
- Annales politiques et diplomatiques (das. 1823, 5 Bde.; 2. Aufl. 1826)
- Essai historique sur l’étude du droit naturel, du droit publique et du droit des gens (das. 1826)
- Code électoral et municipal (2. Ausg., das. 1831, 3 Bde.)
- État religieux de la France et de l’Europe (das. 1843–1844, 2 Tle.)
- Histoire de Justinien (das. 1856, 2 Bde.)
- Übersetzung von Prokopios von Gazas Anecdota (das. 1856)
- Pandectes françaises (Par. 1834, 2 Bde.) unvollendet

## Belege
1. ↑  Wood-NuttallEncyclopaedia

| Personendaten    | Personendaten                                           |
| ---------------- | ------------------------------------------------------- |
| NAME             | Isambert, François-André                                |
| KURZBESCHREIBUNG | französischer Jurist und Politiker                      |
| GEBURTSDATUM     | 30. November 1792                                       |
| GEBURTSORT       | Aunay-sous-Auneau, Département Eure-et-Loir, Frankreich |
| STERBEDATUM      | 13. April 1857                                          |
| STERBEORT        | Paris                                                   |